# Ericus Erici Styrenius
Ericus Erici Styrenius, född mars 1622 i Styra församling, Östergötlands län, död 5 april 1701 i Säby församling, Jönköpings län, var en svensk präst. 

## Biografi
Ericus Styrenius föddes 1622 i Styra församling. Han var son till en bonde. Styrenius blev 1646 student vid Uppsala universitet och avlade magisterexamen där 1659. Han blev lektor i grekiska vid Katedralskolan, Linköping 1659 och prästvigdes 1672. År 1674 blev han andre teologi lektor vid Katedralskolan och kyrkoherde i Slaka församling. Styrenius blev 1681 kyrkoherde i Säby församling och utnämndes 1687 till prost. År 1690 blev han kontraktsprost i Norra Vedbo kontrakt. Styrenius avled 1701 i Säby församling.

### Familj
Styreniusvar gift med Christina Tibelia. Hon var dotter till kyrkoherden Petrus Skepptunensis i Tibble församling. De fick tillsammans barnen kyrkoherden Johannes Styrenius i Flisby församling och Elisabeth Styrenius som var gift med kyrkoherde Elisæus Eliæ Hwal i Hults församling.